# Terlikówka
Terlikówka – historyczna część miasta Tarnów, położona na południe od centrum miasta. Rozpościera się wzdłuż ulicy Tuchowskiej.
Włączona do Tarnowa w 1846 roku. Gmina jednostkowa Terlikówka Vorstadt przetrwała znacznie dłużej.
Przy ulicy Tuchowskiej 5 zachował się drewniany Kościół pw. Trójcy Przenajświętszej na Terlikówce.